# Alfredów
Alfredów – część wsi Rozwady w Polsce, położona w województwie mazowieckim, w powiecie przysuskim, w gminie Gielniów.
W latach 1975–1998 Alfredów administracyjnie należał do województwa radomskiego.